# Mesus
Mesus is een geslacht van kevers uit de familie van de loopkevers (Carabidae). De wetenschappelijke naam van het geslacht is voor het eerst geldig gepubliceerd in 1858 door Chevrolat.

## Soorten
Het geslacht Mesus omvat de volgende soorten:
- Mesus gigas Reichardt, 1974
- Mesus mesus Reichardt, 1974
- Mesus nanus Reichardt, 1974
- Mesus pseudogigas Vieira & Bello, 2004
- Mesus rugatifrons Chevrolat, 1858